# Santuario dei Santi Martiri Alfio, Cirino e Filadelfo
Il santuario dei Santi Martiri Alfio, Cirino e Filadelfo è una chiesa di Trecastagni, in provincia di Catania, dedicata ai santi martiri Alfio, Cirino e Filadelfo.

## Storia
La chiesa, la cui costruzione ebbe inizio nel 1650, fu progettata dall'architetto Alfio Torrisi in romanico lombardo.
Inizialmente fu costruita la sola navata centrale che fu terminata nel 1662. Successivamente venne realizzato il campanile (1857) e le navate laterali nel 1878 e nel 1884.
A seguito del massiccio afflusso di fedeli, la chiesa venne elevata a santuario, su iniziativa del cardinale Giuseppe Francica-Nava de Bondifè, il 1º febbraio 1928.
L'interno della chiesa è costituito da tre navate a croce latina e, come detto, fu realizzato nel corso di oltre due secoli. Nel 1650 venne costruita la navata centrale nel luogo in cui, nel 252, venne eretta un'edicola a commemorazione del passaggio dei tre fratelli martiri. La chiesa sorse per volontà popolare dopo il ritrovamento, nel 1517, delle ossa di Alfio, Cirino e Filadelfo, poi traslate nel 1517 a Lentini in provincia di Siracusa.